# 황민성
황민성(黃旼性, 1923년 8월 1일 ~ 1984년 2월 13일)은 천주교 대전교구 제2대 교구장이다. 세례명은 베드로이다.
경기도 고양군 지도면 행주리 출생이다. 1948년 성신대학을 졸업하고 1951년 4월 28일 사제수품하였다. 1958-1964년 가톨릭대학 교수로 있다가 명동본당 주임신부를 거쳐 1965년 주교로 임명되어 대전교구장에 착좌했다. 1984년 2월 13일 대전성모병원에서 지병으로 선종했다.